# Salies-de-Béarn
Salies-de-Béarn (okcitansko Salias (de Bearn)) je naselje in občina v jugozahodnem francoskem departmaju Pyrénées-Atlantiques regije Akvitanije. Leta 2007 je naselje imelo 4.803 prebivalce.

## Geografija
Kraj leži v jugozahodni francoski pokrajini Béarn ob potokih Augas in Saleys, 57 km severozahodno od središča departmaja Pauja.

## Uprava
Salies-de-Béarn je sedež istoimenskega kantona, v katerem so poleg njegove vključene še občine Auterrive, Bellocq, Bérenx, Carresse-Cassaber, Castagnède, Escos, Labastide-Villefranche, Lahontan, Léren, Saint-Dos in Saint-Pé-de-Léren z 8.585 prebivalci. Kanton je sestavni del okrožja Pau.

## Pobratena mesta
- Batz-sur-Mer (Loire-Atlantique),
- Sabou (Burkina Faso).